# Sexto Atio Suburano Emiliano
Sexto Atio Suburano Emiliano  fue un político y militar romano de origen ecuestre, que vivió a finales del siglo I y principios del siglo II, y desarrolló su cursus honorum bajo los reinados de Vespasiano, Tito, Domiciano, Nerva, y Trajano. Fue prefecto del pretorio entre los años 98-101, y cónsul en dos ocasiones, la primera como sufecto en el año 101 junto a Décimo Terencio Escauriano, y la segunda como ordinario en el año 104 junto a Marco Asinio Marcelo.

## Carrera política
Su cursus honorum como eques se conoce parcialmente por una inscripción encontrada en Baalbek en Siria. Se sabe que el primer cargo que tuvo Subarano fue el de praefectus fabrum. Luego fue prefecto del ala Taurina, una cohorte de caballería auxiliar; Tácito menciona esta unidad como presente en Lugdunum con la Legio I Italica a principios de la primavera del año 69 Ronald Syme infiere de esto, y que Suburano pertenecía a la tribu romana "Voltinia", que era "uno de los notables narbonesianos que se puso del lado del emperador Galba en el Año de los cuatro emperadores".
Durante las décadas que siguieron al Año de los Cuatro Emperadores, Suburano ocupó varios cargos al servicio de los emperadores Flavios. Fue dos veces tutor de hombres de alto rango e influencia. El primero fue Lucio Junio Quinto Vibio Crispo, a quien ayudó con el censo en la Hispania Tarraconensis durante la gobernación de este último entre los años 74-79. El segundo fue Lucio Julio Urso, quien fue prefecto de la annona y más tarde prefecto de Egipto. Por ese entonces Suburano era prefecto ad Mercurium. A continuación, fue gobernador de la provincia menor de los Alpes Cottiae. Luego se desempeñó como procurador en Judea, y como procurador en la Galia Bélgica en el año 97, cuando Trajano fue nombrado heredero de Nerva. Este último cargo era de vital importancia, ya que este procurador manejaba las finanzas de las legiones en la frontera del Rin, uno de los ejércitos más grandes del Imperio Romano. Allí demostró su lealtad a Trajano; como consecuencia, este emperador decidió nombrarlo prefecto de la Guardia Pretoriana. Al entregarle a Suburano, la espada que correspondía al prefecto del pretorio, Trajano le dijo: Si gobierno bien, usa esta espada por mi. Si gobierno mal, usa esta espada contra mi.

Su predecesor, Casperio Eliano, había sido responsable de una insurrección contra el emperador anterior, Nerva; y tras su muerte, Casperio y otros involucrados en la revuelta fueron convocados ante Trajano en su cuartel general en Colonia Agrippina bajo falsos pretextos donde, en palabras de Dión Casio, Trajano "los apartó del camino". En opinión del historiador John D. Grainger, la forma en que Casperio fue despachado dejó al resto de los hombres de la Guardia Pretoriana "seguramente muy resentidos por la ejecución de sus oficiales y colegas y por la forma engañosa en que se había realizado." Dependía de Suburano tomar el control de estos hombres y reconstruir su confianza en Trajano mientras eliminaba a aquellos en quienes no podía confiar. Mientras tanto, Trajano permaneció en la frontera del Rin hasta que Suburano completó su trabajo.
Terminado su mandato, y siendo sucedido en la prefectura del pretorio por Tiberio Claudio Liviano, Suburano fue admitido en el senado; Syme señala: "Cuando Plinio pronunció su famoso panegírico en septiembre del año 100, quizás Suburano ya era senador y estaba designado para el consulado sufecto en el año 101". Syme además señala que Suburano fue admitido en el colegio de Pontífices. Disfrutó del notable honor de un segundo consulado, como ordinario en el año 104 junto con Marco Asinio Marcelo como su colega. Plinio alude a Suburano dos veces en sus cartas, atestiguando que todavía vivía el año 107.